# Фленьё
Фленьё (фр. Fleigneux) — коммуна во Франции, находится в регионе Шампань — Арденны. Департамент — Арденны. Входит в состав кантона Северный Седан. Округ коммуны — Седан.
Код INSEE коммуны — 08170.
Коммуна расположена приблизительно в 220 км к северо-востоку от Парижа, в 100 км северо-восточнее Шалон-ан-Шампани, в 17 км к востоку от Шарлевиль-Мезьера.

## История
С 1560 по 1642 год Фленьё входил в состав Седанского княжества.

## Население
Население коммуны на 2008 год составляло 220 человек.
| 1962 | 1968 | 1975 | 1982 | 1990 | 1999 | 2008 |
| ---- | ---- | ---- | ---- | ---- | ---- | ---- |
| 139  | 145  | 141  | 158  | 170  | 201  | 220  |

## Экономика

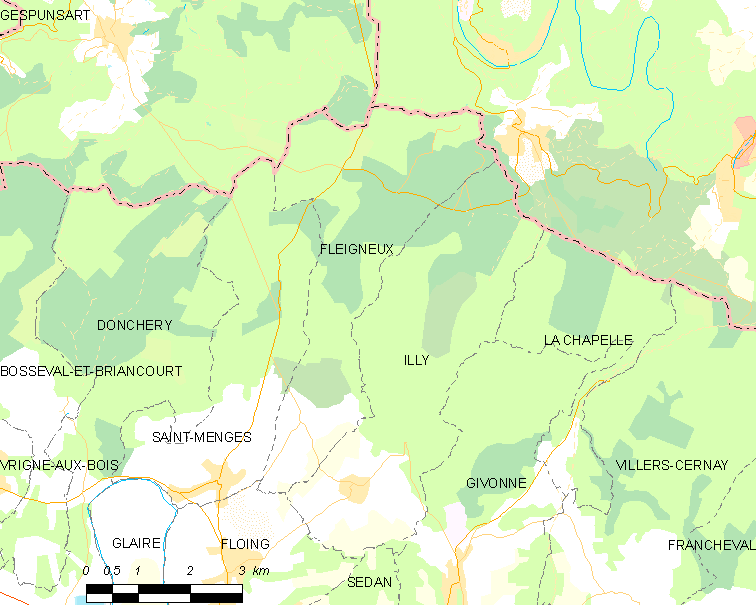
Карта коммуны

В 2007 году среди 159 человек в трудоспособном возрасте (15—64 лет) 117 были экономически активными, 42 — неактивными (показатель активности — 73,6 %, в 1999 году было 80,7 %). Из 117 активных работали 107 человек (58 мужчин и 49 женщин), безработных было 10 (5 мужчин и 5 женщин). Среди 42 неактивных 16 человек были учениками или студентами, 14 — пенсионерами, 12 были неактивными по другим причинам.